# ミゲル・サン・ロマン
ミゲル・サン・ロマン・フェランディス（Miguel San Román Ferrándiz , 1997年7月11日 - ）は、スペイン・バレンシア州ベニドルム出身のサッカー選手。セグンダ・ディビシオン・エルチェCF所属。ポジションはGK。

## クラブ経歴
2011年にアトレティコ・マドリードのカンテラに入所。UEFAユースリーグでのプレーを経て2016年に傘下のアトレティコ・マドリードBに昇格。2017-18シーズンよりBチームの正GKに定着し、2018年3月に2021年までの契約に合意。2019-20シーズンはエルチェCFにローン移籍でプレー。セグンダ・ディビシオン (2部リーグ)で4試合に出場し、ラ・リーガ昇格に貢献。2020-21シーズンにトップチームに昇格し、2020年11月29日のバレンシアCF戦にベンチ入りして以降、ヤン・オブラク、イヴォ・グルビッチに次ぐ第3GKに定着した。
2021年8月11日、セグンダに降格したSDウエスカに移籍し、2年契約を結んだ。
2023年1月、SDポンフェラディーナに移籍した。

## タイトル

### クラブ
アトレティコ・マドリード
- ラ・リーガ : 1回 (2020-21)